# Covfefe
| Donald J. Trump  | Twitter |
| @realDonaldTrump |         |

англ. Despite the constant negative press covfefe
31 травня 2017
Covfefe («Ковфефе») — неправильне написання слова «coverage» (покриття), використане у Твіттері президентом США Дональдом Трампом, яке згодом стало інтернет-мемом . Майже одразу після опівночі (EDT) 31 травня 2017 року Трамп написав твіт «Попри постійне негативне [covfefe] преси», і зупинився. Твіт був видалений за декілька годин через очевидну помилку у слові «покриття». Однак прессекретар Білого дому Шон Спайсер та сам президент Трамп наголосили пізніше того дня, що формулювання твіту було навмисним. Твіт прикув до себе сильну увагу в новинах та соціальних медіа, швидко перетворюючись на масове явище. Слово «covfefe» стало асоціюватися з друкарськими та граматичними помилками в соціальних мережах з боку Дональда Трампа та інших громадських діячів. Твіт і слово «covfefe» понесли за собою різні культурні, економічні та суспільні впливи. Зокрема, індекс Volfefe (для «волатильності» та «covfefe»), створений JPMorgan Chase у 2019 році, вимірює вплив твітів президента Трампа на дохідність облігацій США. 

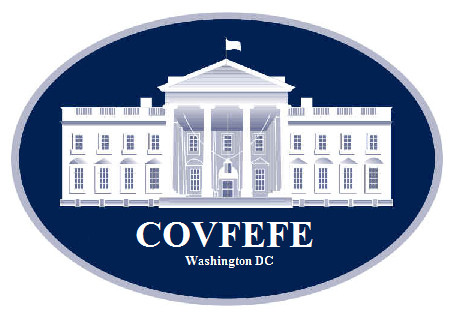
Президентство Covfefe, зображене Майком Ліхтом

Covfefe — один із «найвідоміших» твітів Дональда Трампа.
Пишучи для The Atlantic у січні 2019 року, журналістка Адрієна ЛаФранс підсумувала значення твіту «covfefe»: «Covfefe залишається твітом, який якнайкраще ілюструє найприродніший дар Трампа: Він знає, як зачарувати людей, як направляти і відволікати увагу мас».

## Твіт «covfefe»
О 00:06 за Східним часом, 31 травня 2017 року, Трамп написав твіт, «Попри постійне негативне covfefe преси»; твіт припинився після цього. «Covfefe» було очевидним неправильним написанням слова «покриття». Трамп видалив твіт приблизно через шість годин.

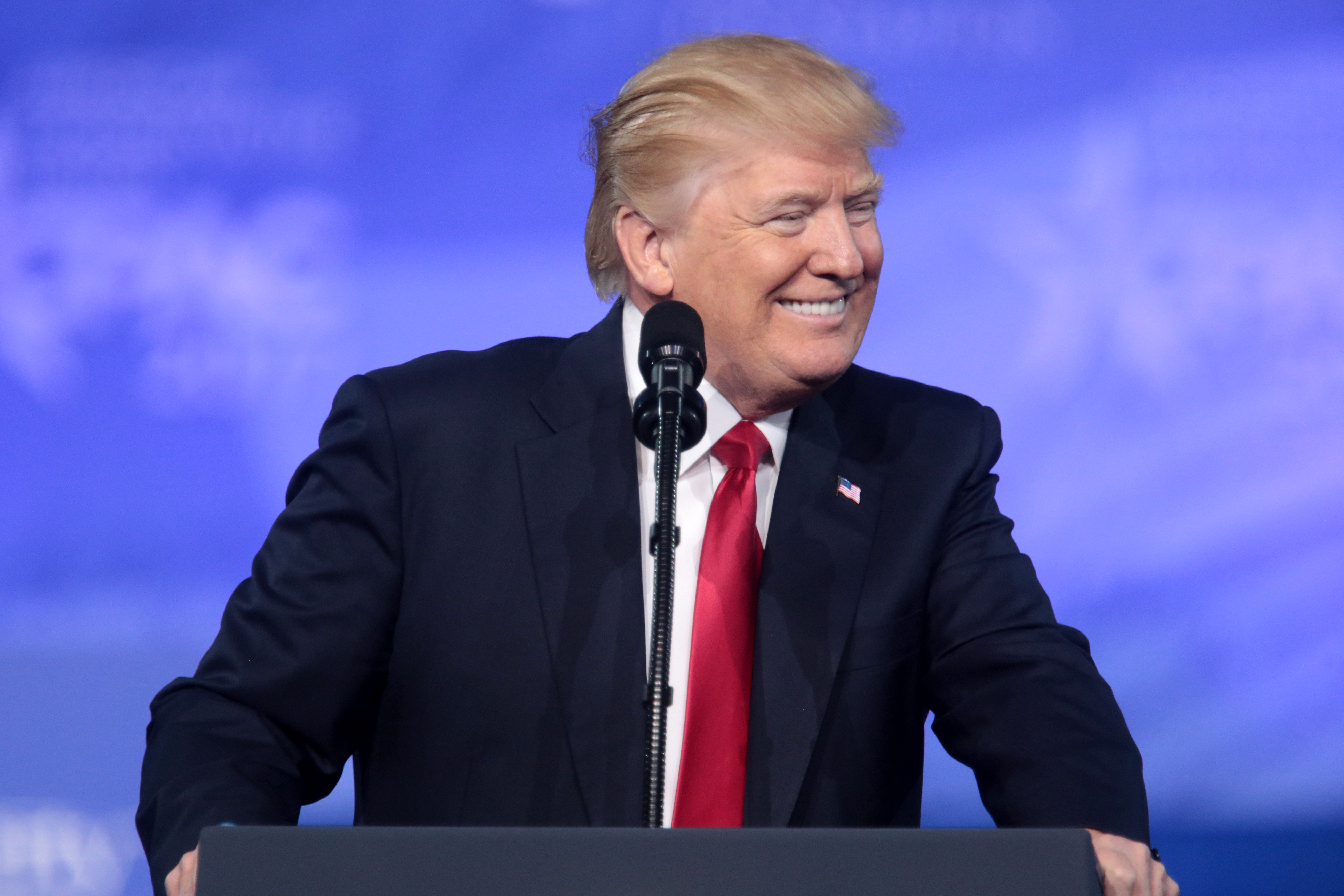
Президент США Дональд Трамп, лютий 2017 року

Твіт із «covfefe» швидко розповсюдився і породив багато жартів та спекуляцій у соціальних мережах, а також звісток про значення «covfefe». До ранку 31 травня твіт про covfefe набрав більше 105 000 репостів, отримав понад 148 000 лайків і, в результаті, «народився» вірусний Інтернет-мем #covfefe. Протягом 24 годин після твіту Трампа хештег #covfefe використовувався в Інтернеті 1,4 мільйони разів.
Трамп не визнав, що твіт містить помилку. Натомість, видаливши оригінальний твіт, Трамп ще раз твітнув о 6:09: «Хто зможе з'ясувати справжнє значення» covfefe «? ? ? Насолоджуйтесь!» Пізніше того ж дня, прессекретар Білого дому Шон Спайсер припустив, що твіт був не помилковим, а навмисним: «Я думаю, що президент та невелика група людей знають точно, що він мав на увазі».
Станом на 31 травня, термін пошуку Google «covfefe» перевершив пошуковий термін «паризький клімат» (посилаючись на Паризьку кліматичну угоду 2015 року); того ж дня, коли Трамп зазначив, що США можуть відмовитися від Паризької угоди .
У травні 2018 року президент Трамп знову згадав це слово у відео Білого дому про слухову ілюзію Дженні та Лорел . У кінці відео Трамп сказав: «Все, що я чую, — це „covfefe“».
Філіп Бамп, аналітик газети The Washington Post, у липні 2019 року написав, що момент твіту «covfefe» став прикладом відмови президента Трампа визнаватити незначні викривлення та помилки. Інші критики Трампа в ЗМІ висловлюють таку ж думку.

## Вплив
Мем «covfefe» породив різноманітні подальші ефекти в галузі культури, мови та бізнесу. У травні 2018 року, відзначаючи першу річницю твіту про covfefe, у статті USA Today було зазначено: «Але чи знав президент, що він приніс у культуру США? Меми. Пісні. Жарти».

### У мові та політиці
У Сучасний Словник було додане слово «covfefe» у день самого твіту із наступним значенням: «Це буквально означає covfefe». У червні 2017 року популярна гра «Слова з друзями» додала до свого словника «covfefe». Через два роки Скраббл відмовилася брати участь у цій справі, підколюючи Трампа Гілларі Клінтон .
У жовтні 2017 року Dictionary.com оголосив, що «covfefe» очолив список «невідповідних запитів», тобто користувач шукає слово, до якого немає запису. У жовтні 2018 року «Словник фраз і байок» Brewer додав запис про «covfefe» до свого 20-го видання.
У грудні 2017 року державний університет Lake Superior включив «covfefe» до свого «43-го щорічного списку слів, забраних з королівської англійської за зловживання, надмірне використання та загальну непотрібність». Речник університету зазначив, що слово «стало скороченням для помилки в соціальних медіа».
На публічних дискусіях зараз часто зсилаються на слово «covfefe», обговорюючи таким чином незначні помилки громадських діячів, бізнесу та організацій. Серед наступних неправильних написань та неправильних висловлювань Дональда Трампа «масажні тексти», «президент Незайманих Островів», «апельсини розслідування», « Пістолет що палить», «гамбердери», «Меланія», «Китовий принц», «Глобальні балачки» та інші, у ЗМІ порівнювали з твітом «covfefe».

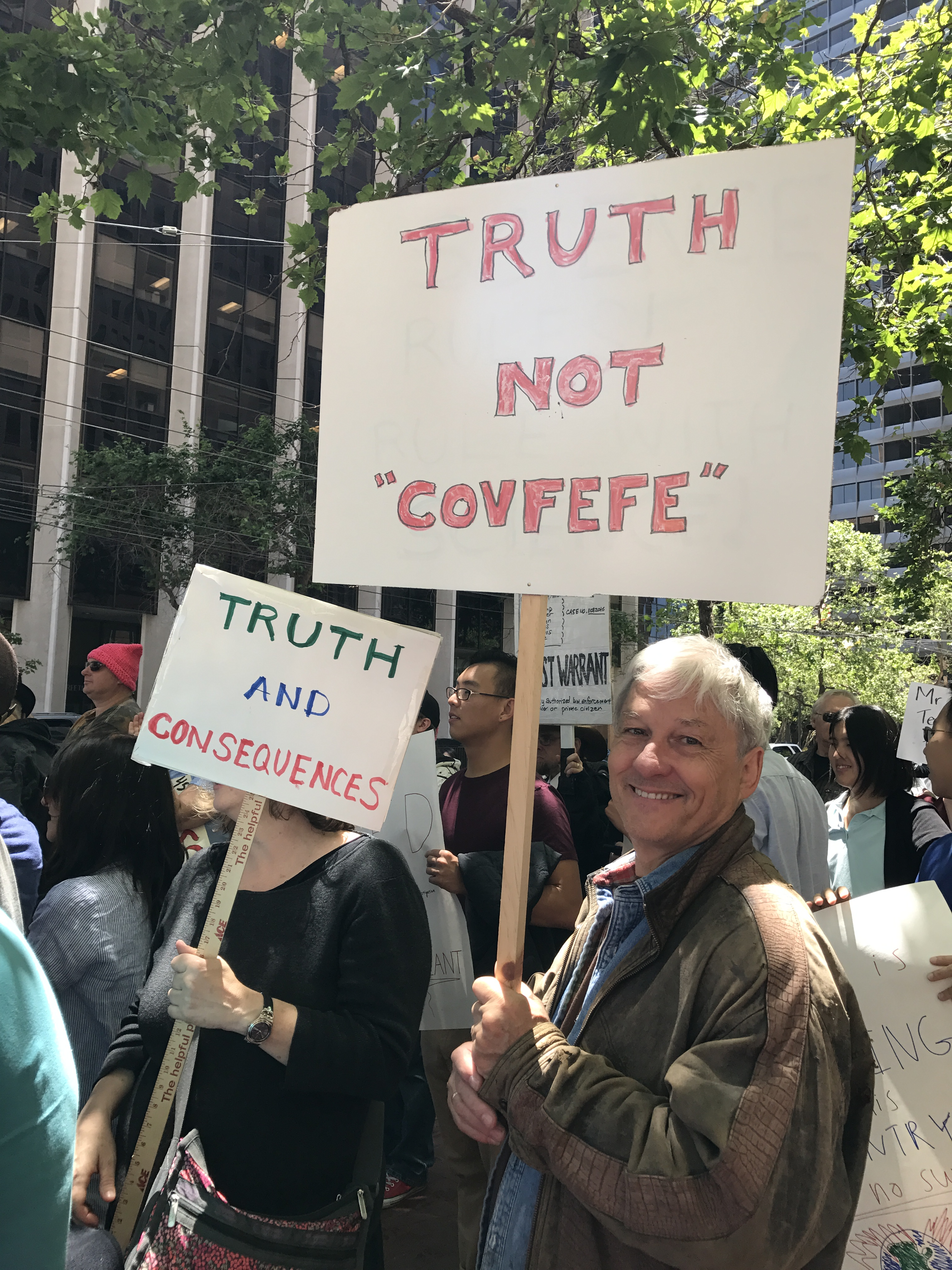
Протестуючий тримає знак «Правда, а не „Covfefe“».

Гаффи Джо Байдена, Макдональдса, Міністерства фінансів Індії, президента Філіппін Родріго Дутерте, індійського письменника і політика Шаші Тарур, британського журналіста Ендрю Марр, колишнього президента Росії Дмитра Медведєва, та Бургера Кінга також викликали порівняння з covfefe в засобах масової інформації.
Інші способи використання «covfefe» передбачають гру слів через подібність зі словом «кава». До цих прикладів відносять і кав'ярню під назвою «Covfefe Café», і пиво під назвою «No Collusion», і Російська імператорська кава «Статут „Covfefe“», і різні кавові напої Covfefe, і алкогольний кавовий коктейль «Covfefe»,і реклама кави та чаю від Amul, , а також про-трамповий бренд кави «Covfefe Coffee», тощо.
Знаки, що містять варіації по темі covfefe, також використовуються учасниками протестуючих проти Трампа на різних заходах.
У грудневій статті 2018 року в журналі «Esquire» Том Ніколсон поставив «covfefe» лідером списку топ-5 «лінгвістичних тріумфів» Дональда Трампа з додатком: «Важко уявити словник без „covfefe“ в ньому зараз».

### У законі
12 липня 2017 року представник США Майк Квіглі представив H.R.2884, «Комунікації над різними каналами в електронному вигляді для включеності в роботу (Covfefe Act)». Законопроєкт вимагає від Національного архіву зберігати пости у соціальних медіа, написані президентом США . Законопроєкт був переданий Комітету Палати з питань нагляду та реформ у той самий день, і надалі не були помітні подальші дії Конгресу.

### У бізнесі та комерції
Твіт «covfefe» швидко породив створення різноманітних товарів, такі як футболки, кавові кружки, шапки, сумки тощо, на яких написані фрази, пов'язані з covfefe.
Covfefe надихнув декілька настільних ігор, додатки для відстеження кофеїну, головоломки, подарунки, туалетний папір, та інші товари.

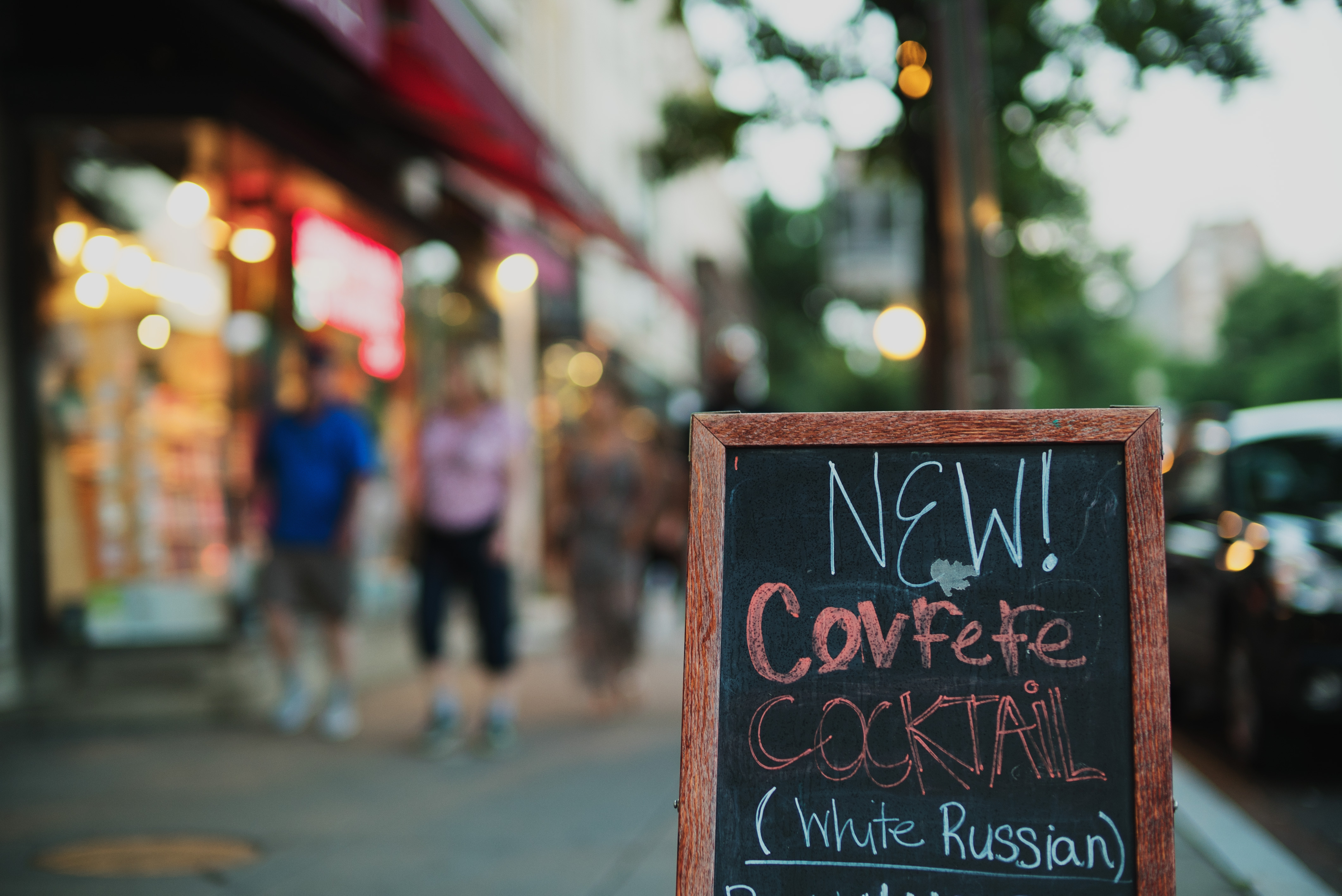
Знак кав'ярні рекламує коктейль Covfefe.

Розширення Google Chrome 2018 року під назвою Covfefe дозволяє користувачам Twitter виправляти неправильні написання у попередніх твітах.
У січні 2019 року «Covfefe Coffee», про-трамповий кавовий бренд, просунутий рядом консервативних коментаторів, був вимушений віддати свої реклами Amazon через використання ними прапору США .
Станом на березень 2019 року в Управління патентами та товарними знаками США було подано щонайменше 40 заявок на торговельну марку для різних видів товарів з темою covfefe, і жодна з цих заяв не була затверджена. Рішення Комітету з розгляду справи та апеляції щодо торговельних марок USPTO у січні 2019 року, підтвердивши відмову в одній із таких заяв, зробило висновок, що слово «covfefe» занадто часто використовується в різних контекстах і тому не може бути торговельною маркою для будь-якого конкретного товару.
У вересні 2019 року JPMorgan Chase створив «індекс Вольфефе», на назву його надихнув твіт «Covfefe», щоб оцінити вплив твітів президента Трампа на дохідність облігацій США. Назва «volfefe» — це поєднання слів «волатильність» та «covfefe».
До лютого 2018 року жителі 21 штату США, включаючи як прихильників, так і противників Дональда Трампа, отримали індивідуальні номерні знаки «Covfefe».

### У спорті
Чистопородний гоночний кінь з іменем Covfefe (Ковфефе) виграв кілька значних забігів у 2018—2019 роках. Ковфефе — гнідий кінь, що народився у 2016 році Вона нащадка чемпіонського скакуна Нестриманий .

### У літературі, мистецтві та розвагах
У 2018 році критик Трампа, Наджа Махір, опублікував книгу «Викуп, який полягає в попиті: ми, люди та „Covfefe“» яку сам автор характеризує як «науково-популярну книгу, яка сміливо слугує частиною руху задля досягнення знань і свободи в той час, коли відкидаються расизм та шкідливі ідеології».
Громадський арт-проєкт розпочався у січні 2018 року американською художницею Діаною Веймар. Документуючи помилки у Твіттері Трампа, проєкт демонструє мистецтво, орієнтоване на тематику covfefe.
Дизайн креативного килимка, створеного в грудні 2018 року, «Зловлений у Covfefe» текстильної художниці Поллі Веббер, є темою імміграції та «зображує офіцера прикордонного патруля, який бере молоду дівчину від своєї незадокументованої матері, яка благає іспанською мовою: „Не бери мою дочку!“»
У 2019 році візажисти для Drag Race RuPaul створили нову перуку під назвою «Covfefe».
Проєкт The Daily Show , зініційований президентською бібліотекою Дональда представив твір, присвяченим covfefe.
У грудні 2018 року Ед Мартін випустив дорослу книжку-розмальовку «Різдвяна комікс-розмальовка Covfefe з піснею» .
На YouTube представлені численні відеозаписи «Пісня Covfefe».
Вірш «Повстання covfefe» філадельфійського поета Джеймса Фейхтхалера був натхненний, знову-таки, твітом Трампа.

### У наукових дослідженнях
Ряд наукових праць обговорювали твіт «covfefe» стосовно використання президентом Трампом соціальних медіа та відповідних наслідків цього для мови та культури.